# Paweł Boratowski
Paweł Boratowski (ur. 1975) – polski siatkarz. Zdobywca Pucharu Polski w 1999 z Czarnymi Radom. W 2000 w Pucharze Europy Zdobywców Pucharu z radomskim WKS-em zajął 6. miejsce w grupie półfinałowej.